# Rugby Americas North
La Rugby Americas North (RAN) es el ente que rige la actividad del rugby en América del Norte y el Caribe. La institución tiene 15 miembros plenos y a su vez está afiliada a la World Rugby, ente rector del deporte a nivel mundial como una de las 6 asociaciones regionales integrantes.
Se fundó en marzo de 2001 bajo el nombre de North America and West Indies Rugby Association (NAWIRA), más adelante se renombra como North America Caribbean Rugby Association (NACRA) y posteriormente vuelve a cambiar de nombre como lo hicieron las otras federaciones continentales y actualmente es Rugby Americas North.

## Consejo Directivo[3]
- Bob Latham (Estados Unidos), Presidente.
- Dennis Dwyer (Bermudas), Vicepresidente Primero.
- Miguel Carner (México), Tesorero.
- Pearse Higgins (Canadá), Secretario.
- George Nicholson (Barbados), Miembro del comité.

## Rankings de selecciones
| Ranking masculino                  |    |                              |         |
| Actualizado al 16 de enero de 2021 |    |                              |         |
| RAN                                | WR | Selección                    | Puntaje |
| 1                                  | 16 | Estados Unidos               | 68.10   |
| 2                                  | 23 | Canadá                       | 61.11   |
| 3                                  | 43 | México                       | 47.22   |
| 4                                  | 50 | Trinidad y Tobago            | 45.51   |
| 5                                  | 57 | Islas Caimán                 | 42.97   |
| 6                                  | 58 | Guyana                       | 42.86   |
| 7                                  | 67 | Jamaica                      | 39.00   |
| 8                                  | 68 | Bermudas                     | 38.91   |
| 9                                  | 79 | San Vicente y las Granadinas | 34.91   |
| 10                                 | 81 | Barbados                     | 34.72   |
| 11                                 | 97 | Bahamas                      | 27.76   |

| Ranking femenino                   |    |                              |         |
| Actualizado al 16 de enero de 2021 |    |                              |         |
| RAN                                | WR | Selección                    | Puntaje |
| 1                                  | 3  | Canadá                       | 87.49   |
| 2                                  | 6  | Estados Unidos               | 78.19   |
| 3                                  | 25 | Trinidad y Tobago            | 46.45   |
| 4                                  | 30 | Jamaica                      | 40.52   |
| 5                                  | 32 | Guyana                       | 39.63   |
| 6                                  | 47 | Islas Caimán                 | 34.95   |
| 7                                  | 54 | Barbados                     | 30.06   |
| 8                                  | 55 | San Vicente y las Granadinas | 28.71   |
| 9                                  | 56 | Bahamas                      | 27.67   |

Nota: Las selecciones de Rugby Americas North que no figuran en el ranking, es porque sus uniones aún no están afiliadas a World Rugby.

## Competiciones

### Rugby 15
| Torneo                      | Última edición                   | Campeón vigente                               |
| --------------------------- | -------------------------------- | --------------------------------------------- |
| RAN Championship            | RAN Championship 2019            | Bermudas                                      |
| RAN Cup                     | RAN Cup 2019                     | Islas Turcas y Caicos (Norte) Martinica (Sur) |
| RAN Trophy                  | RAN Trophy 2018                  | Guadalupe                                     |
| Rugby Americas North M19    | RAN M19 2019                     | México (M19)                                  |
| Clasificatoria para el JWRT | Clasificatoria para el JWRT 2018 | Canadá (M20)                                  |

### Rugby 7
| Torneo                      | Última edición      | Campeón vigente |
| --------------------------- | ------------------- | --------------- |
| Rugby Americas North Sevens | Providenciales 2021 | Jamaica         |

| Torneo             | Última edición   | Campeón vigente |
| ------------------ | ---------------- | --------------- |
| Seven RAN Femenino | George Town 2019 | México          |

## Miembros
La asociación cuenta con 13 miembros plenos, 3 miembros asociados y 2 uniones reconocidas:

### Miembros plenos
| País                         | Federación                                             | Selección                    |
| ---------------------------- | ------------------------------------------------------ | ---------------------------- |
| Bahamas                      | Bahamas Rugby Football Union                           | Bahamas                      |
| Barbados                     | Barbados Rugby Football Union                          | Barbados                     |
| Bermudas                     | Bermuda Rugby Football Union                           | Bermudas                     |
| Canadá                       | Rugby Canada                                           | Canadá                       |
| Estados Unidos               | USA Rugby                                              | Estados Unidos               |
| Guyana                       | Guyana Rugby Football Union                            | Guyana                       |
| Islas Caimán                 | Cayman Rugby Football Union                            | Islas Caimán                 |
| Islas Vírgenes Británicas    | British Virgin Islands Rugby                           | Islas Vírgenes Británicas    |
| Jamaica                      | Jamaica Rugby Football Union                           | Jamaica                      |
| México                       | Federación Mexicana de Rugby Union                     | México                       |
| San Vicente y las Granadinas | St. Vincent & The Grenadines Rugby Union Football Club | San Vicente y las Granadinas |
| Santa Lucía                  | Santa Lucia Rugby Football Union                       | Santa Lucía                  |
| Trinidad y Tobago            | Trinidad and Tobago Rugby Football Union               | Trinidad y Tobago            |

### Miembros asociados
| País                 | Federación                                   | Selección            |
| -------------------- | -------------------------------------------- | -------------------- |
| Guyana Francesa      |                                              | Guyana Francesa      |
| República Dominicana | Federación Dominicana de Rugby               | República Dominicana |
| Martinica            | Comité Territorial de Rugby de la Martinique | Martinica            |

### Uniones reconocidas
| País                  | Federación                                  | Selección                                   |
| --------------------- | ------------------------------------------- | ------------------------------------------- |
| Curazao               | Curaçao Rugby Federation                    | Selección de rugby de Curazao               |
| Islas Turcas y Caicos | Turks & Caicos Islands Rugby Football Union | Selección de rugby de Islas Turcas y Caicos |